# Notophthalmus perstriatus
El tritón rayado (Notophthalmus perstriatus) es una especie de caudado o salamandra de la familia de los salamándridos. Se distribuye en los Estados Unidos, desde Georgia hasta el centro de Florida.

## Descripción
Alcanza de 5,4 a 10, 5 cm de longitud. Es de color verde oliva a marrón negruzco con rayas dorsales paralelas de color rojo brillante, a ambos lados; con el vientre de color amarillento con manchas negras. Es delgado y tiene la piel relativamente seca. En la etapa juvenil es de color naranja brillante y completamente terrestre. La neotenia es común en adultos.

## Hábitat
Vive principalmente en bosques de pinos de hoja larga, parches de bosques entre humedales o estanques superficiales temporales bien drenados asociados con arenas y en zanjas de drenaje, donde se reproduce entre los fines del invierno y la primavera. Los huevos son adheridos a la vegetación sumergida. Las larvas y los adultos son acuáticos, aunque los adultos emigran a las áreas circundantes boscosas cerca de los estanques de cría, si los estanques se secan. Se alimenta de pequeños insectos, gusanos, huevos de rana y renacuajos.